# Campeonato del Mundo de patinaje de velocidad en línea 2015
El Campeonato Mundial de patinaje de velocidad en línea de 2015 tuvo lugar del 13 al 22 de noviembre de 2015 en Kaohsiung, Taiwán. Fue el primer campeonato mundial organizado por el país asiático.

## Mujeres
| Distancia                   | Oro                                                         | Plata                                                         | Bronce                                                    |
| Pista                       | Pista                                                       | Pista                                                         | Pista                                                     |
| --------------------------- | ----------------------------------------------------------- | ------------------------------------------------------------- | --------------------------------------------------------- |
| 300 m Contrarreloj          | So-Yeong Shin                                               | Stephanie Hurtado                                             | Jercy Puello                                              |
| 500 m Sprint                | Jercy Puello                                                | So-Yeong Shin                                                 | Ho-Chen Yang                                              |
| 1.000 m Sprint              | Sandrine Tas                                                | Jin-Seon Lim                                                  | Mareike Thum                                              |
| 10.000 m Puntos/Eliminación | Hyo-Sook Woo                                                | Ga-Ram Yu                                                     | Ho-Chen Yang                                              |
| 15.000 m Eliminación        | Fabiana Arias                                               | Hyo-Sook Woo                                                  | Ga-Ram Yu                                                 |
| 3.000 m Relevos             | China Taipéi Ho-Chen Yang Chia-Pei Kuo Meng-Chu Li          | Colombia · Johana Viveros · Fabiana Arias · Paola Segura      | Alemania · Mareike Thum · Laethisia Schimek · Sabine Berg |
| Ruta                        |                                                             |                                                               |                                                           |
| 100 m Sprint                | María José Moya                                             | Erin Jackson                                                  | Giulia Bongiorno                                          |
| 1 Vuelta                    | Andrea Hellen Montoya                                       | Jercy Puello                                                  | Victoria Rodríguez                                        |
| 10.000 m Puntos             | Ga-Ram Yu                                                   | Clémence Halbout                                              | Yi-Hsuan Liu                                              |
| 20.000 m Eliminación        | Johana Viveros                                              | Ho-Chen Yang                                                  | Fabiana Arias                                             |
| 5.000 m Relevos             | Colombia · Stephanie Hurtado · Fabiana Arias · Paola Segura | Alemania · Katharina Rumpus · Laethisia Schimek · Sabine Berg | Corea del Sur So-Yeong Shin Yi-Seul An Seul Lee           |
| Larga distancia             |                                                             |                                                               |                                                           |
| 42.195 m Marathon           | Sandrine Tas                                                | Ho-Chen Yang                                                  | Yi-Hsuan Liu                                              |

## Hombres
| Distancia                   | Oro                                                      | Plata                                                      | Bronce                                                   |
| Pista                       | Pista                                                    | Pista                                                      | Pista                                                    |
| --------------------------- | -------------------------------------------------------- | ---------------------------------------------------------- | -------------------------------------------------------- |
| 300 m Contrarreloj          | Andrés Jiménez                                           | Juan Pérez                                                 | Myung-Kyu Lee                                            |
| 500 m Sprint                | Edwin Estrada                                            | Jhoan Guzmán                                               | Andrés Jiménez                                           |
| 1.000 m Sprint              | Andrés Jiménez                                           | Andrea Agudelo                                             | Alexis Contin                                            |
| 10.000 m Puntos/Eliminación | Alexis Contin                                            | Stefano Mareschi                                           | Gwan-Ho Choi                                             |
| 15.000 m Eliminación        | Alexis Contin                                            | Riccardo Bugari                                            | Ewen Fernandez                                           |
| 3.000 m Relevos             | Corea del Sur Seung-Gi Hong Myung-Kyu Lee Gwang-Ho Choi  | Francia Ewen Fernandez Alexis Contin Elton De Souza        | Venezuela · Jhoan Guzmán · Julio Mirena · Gerardo Galviz |
| Ruta                        |                                                          |                                                            |                                                          |
| 100 m Sprint                | Juan Pérez                                               | Jhoan Guzmán                                               | Ioseba Fernández                                         |
| 1 Vuelta                    | Edwin Estrada                                            | Gwendal Le Pivert                                          | Simon Albrecht                                           |
| 10.000 m Puntos             | Jorge Bolaños                                            | Ewen Fernandez                                             | Riccardo Bugari                                          |
| 20.000 m Eliminación        | Juan Sanz                                                | Ewen Fernandez                                             | Jorge Bolaños                                            |
| 5.000 m Relevos             | Francia Ewen Fernandez Gwendal Le Pivert Darren De Souza | Colombia · Andrés Jiménez · Andrea Agudelo · Daniel Zapata | Corea del Sur Seung-Gi Hong Myung-Kyu Lee Young-Woo Lee  |
| Larga distancia             |                                                          |                                                            |                                                          |
| 42.195 m Marathon           | Ewen Fernandez                                           | Julio Mirena                                               | Elton De Souza                                           |

## Medallero
| Pos. | País           | Oro | Plata | Bronce | Total |
| ---- | -------------- | --- | ----- | ------ | ----- |
| 1.   | Colombia       | 11  | 6     | 3      | 20    |
| 2.   | Francia        | 4   | 5     | 3      | 12    |
| 3.   | Corea del Sur  | 4   | 4     | 5      | 13    |
| 4.   | Bélgica        | 2   | 0     | 0      | 2     |
| 5.   | China Tapei    | 1   | 2     | 4      | 7     |
| 6.   | Ecuador        | 1   | 0     | 1      | 2     |
| 7.   | Chile          | 1   | 0     | 0      | 1     |
| 8.   | Venezuela      | 0   | 3     | 1      | 4     |
| 9.   | Italia         | 0   | 2     | 2      | 4     |
| 10.  | Alemania       | 0   | 1     | 3      | 4     |
| 11.  | Estados Unidos | 0   | 1     | 0      | 1     |
| 12.  | Argentina      | 0   | 0     | 1      | 1     |
| 12.  | España         | 0   | 0     | 1      | 1     |